# Arbeitsmarktberatung nach dem dritten Buch des Sozialgesetzbuches
Arbeitsmarktberatung ist eine Dienstleistung der Agentur für Arbeit. 
Ziel ist es, insbesondere kleine und mittlere Unternehmen (KMU) im Hinblick auf die Arbeitswelt 4.0 bei der Besetzung von Ausbildungs- und Arbeitsstellen zu unterstützen.  Nach § 34 Abs. 3 SGB III umfasst die Beratung folgende Themen:
- Lage und Entwicklung des Arbeitsmarktes und der Berufe
- Besetzung von Ausbildungs- und Arbeitsstellen
- Möglichkeiten zur Gestaltung von Arbeitsplätzen, Arbeitsbedingungen und der Arbeitszeit von Auszubildenden sowie Arbeitnehmerinnen und Arbeitnehmern
- Möglichkeiten der betrieblichen Aus- und Weiterbildung[2]
- Eingliederung von förderungsbedürftigen Auszubildenden und von förderungsbedürftigen Arbeitnehmerinnen und Arbeitnehmern
- Leistungen der Arbeitsförderung

Die Agentur für Arbeit hat dabei nach § 2 Abs. 1 Nr. 1 SGB III die Aufgabe,  Ausbildungs- und Arbeitsstellen für die Vermittlung zu gewinnen. Dafür soll sie auch von sich aus Kontakt zu den Arbeitgebern aufnehmen und diesen unterhalten.